# Gröbenzell
Gröbenzell város Németországban, Bajorország tartományban, a Fürstenfeldbruck kormányzati kerületben, 16kilométer távolságban északnyugatra München központjától.
Délen átmenet nélkül Puchheim községgel, keleten közvetlenül München Lochhausen városrészével határos. Gröbenzell egy zöld kertváros, ezt az ingatlanhirdetésekben kiemelik.
Gröbenzell testvérvárosai Magyarországon Pilisvörösvár (itt található hazánk jelenlegi legnagyobb lélekszámú német kisebbsége – 2001-ben a 12514 lakosból 2170 fő) és Franciaországban Garches (Hauts-de-Seine). Lakosainak száma 19 731 fő (2023. december 31.).

## Története

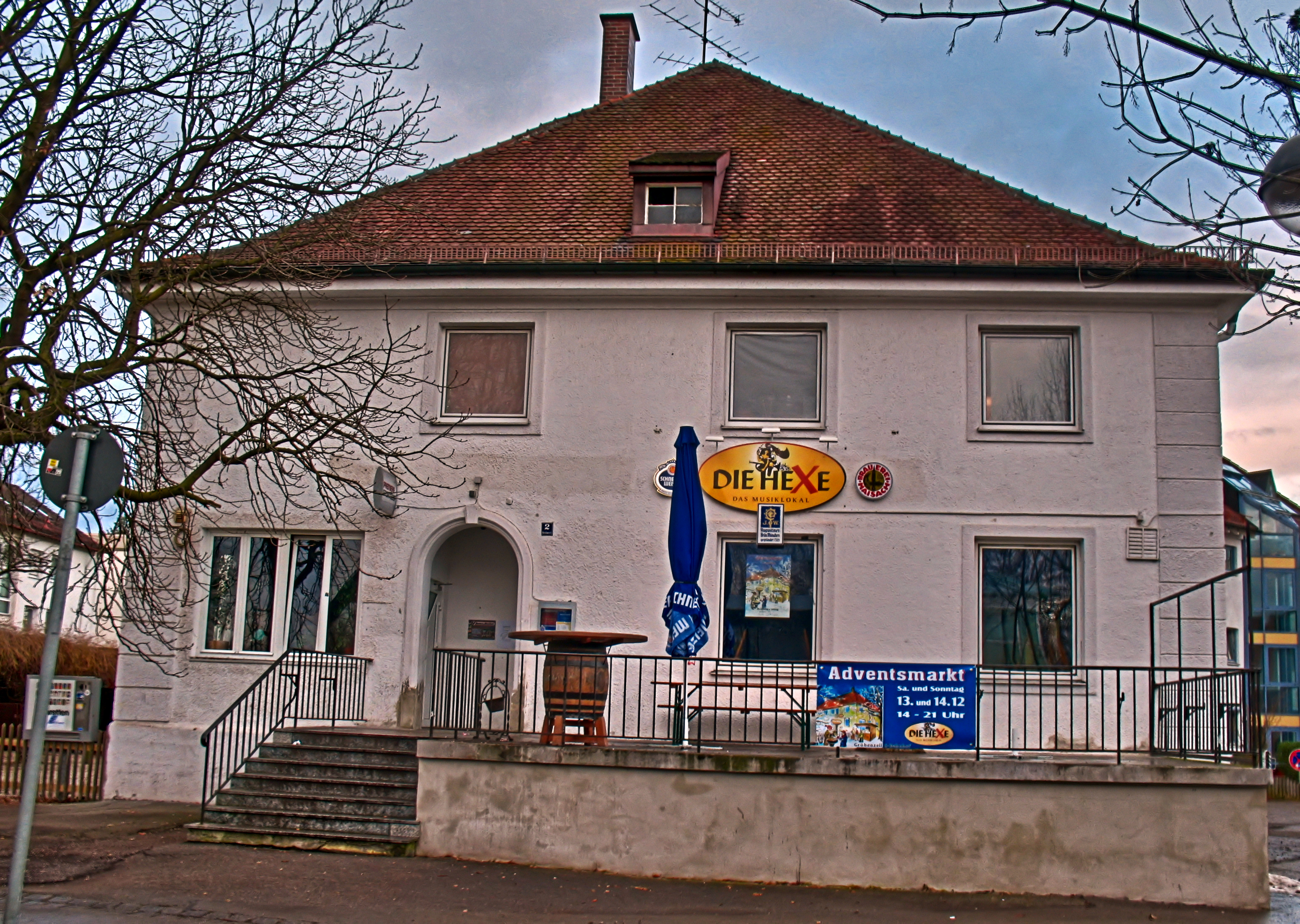
Die Hexe (Boszorkány) történelmi hangulatú, zenés vendéglő a vasútnál

A környék népei a kelták (kb. i. e. 400 – i. e. 15), rómaiak (i. e. 50 – 476), bajorok (500 – jelenleg).
1560 körül V. Albert bajor herceg létesítette a vámállomást ezen a helyen "Gröbenhüterhaus" néven, s ami a 19. század elejéig működött. Egy 1725-ben kelt okmány hivatkozik először Gröbenzellre, amely szerint nevét a Gröben patakról (Gröbenbach) és a vámállomásról (Zoll) kapta. Akkor még egy egyedülálló épület felügyelte az útvonal építését Lochhausen és Olching között. A község címere ezért egy vámsorompót ábrázol egy patak felett.
Kezdetben csak a mocsaras talajon faágakra alapozott, 120 cm magas kavicsréteggel borított, 3 méter széles út karbantartása volt a feladat. 1632-ben, miután a svédek leégették, újjá kellett építeni a vámházat. 1632-ben megnyitották az utat a sókereskedelemnek és bevezették az útvámot. 1766-ig működött a vámállomás, majd vámok újrarendezésével felszámolták. Az épületet elhanyagolták, 1846-ban kellett felújítani.
1888-ban Dr. Troll jogtanácsos vásárolta meg a ma is "Gröbenzeller Hof" néven ismert épületet. Dr. Troll halála után Michael Böhmer bérelte, ma a Böhmer család tulajdona. 1898 novemberében létesült a gröbenzelli vasútállomás Dr. Troll és a Böhmer testvérek kérésére.
A 19. század közepén épültek az első magántulajdonú lakóépületek. Nyaralókkal bővült 1904-ben a település, később ezeket télen is lakhatóvá tették a müncheni tulajdonosok. 1905-ben megnyílt az első vegyeskereskedés.
A München-Augsburg-vasútvonal 1840-es építésével fellendült a tőzeg kitermelése a környékbeli mocsarakból. A tőzeget értékesíteni tudták a Bajor Királyi Államvasutaknak (Königlich Bayerische Staatseisenbahn). Az 1900-as évek elején építették a közeli Puchheimben Dél-Németország első repülőterét.

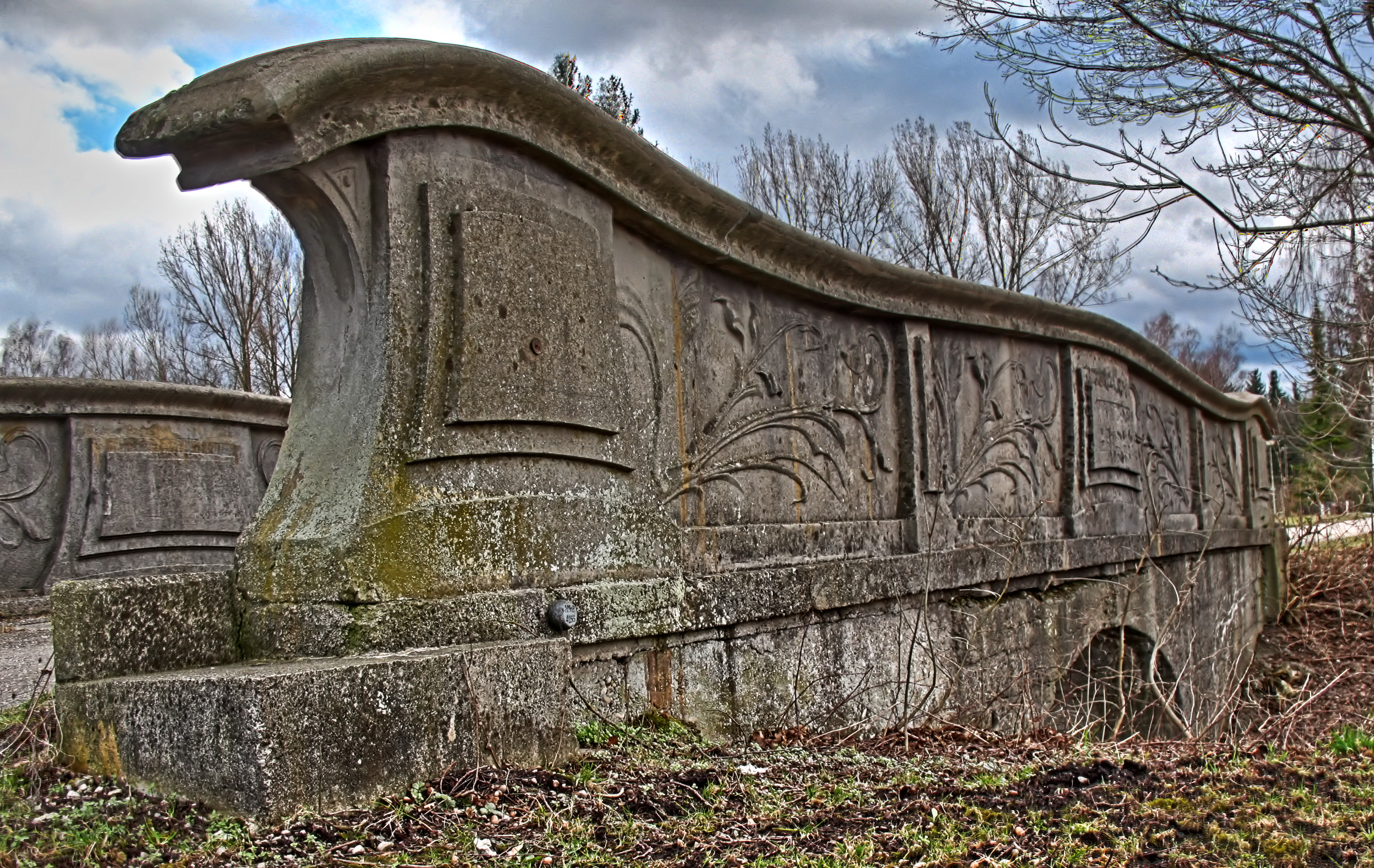
Russenbrücke (Orosz híd)

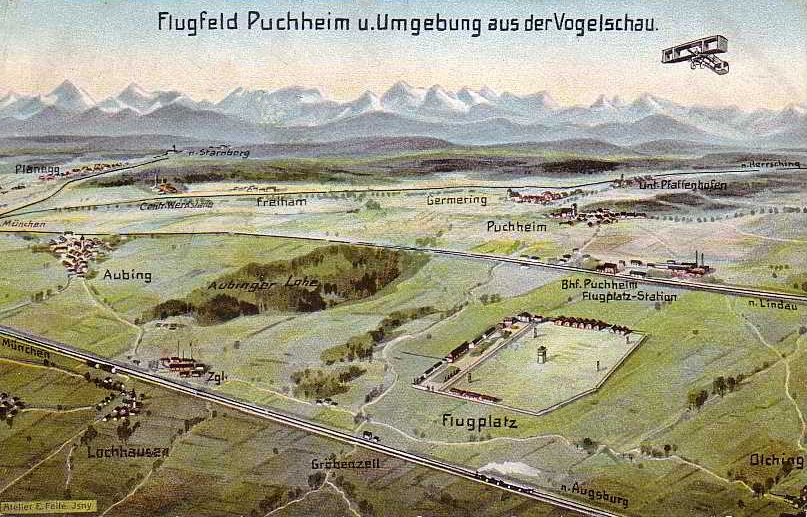
Bajorország első repülőtere (1910-1914)

Az I. világháború idején a repülőtéren orosz és francia hadifoglyokat helyeztek el. Ez volt 1914 és 1920 között Bajorország második legnagyobb hadifogolytábora. A hadifoglyok a környék mocsarainak lecsapolásán és a nagyszámú patak szabályozásánál dolgoztak. A „Russenbrücke” (Orosz híd) műemlék az orosz hadifoglyok munkája.
A II. világháborúig Gröbenzell elsősorban a tőzegkitermelők települése volt.
A háború után a menekültek és a Kelet-Közép-Európából kitelepített németek (időközben többnyire lebontott) házai épültek. Az önálló község csak 1952-ben jött létre. A mai, modern Gröbenzell az 1960-70-es években körülbelül 250 sorház építésével indult. Ezek és a következő lakóépületek tették Gröbenzellt München úgynevezett „alvóvárosává”, ahol a lakók többsége napközben Münchenben dolgozik és csak estefelé térnek haza.
A Német-Magyar Egyesület több mint 20 éve, 1989-ben alakult Gröbenzellben.

## Népesség
| Lakosok száma | 11 379 | 14 775 | 19 165 | 19 270 | 19 727 | 19 780 | 19 835 | 19 967 | 19 717 | 19 731 |
|               | 1970   | 1975   | 2011   | 2012   | 2014   | 2015   | 2017   | 2019   | 2022   | 2023   |

## Gazdaság

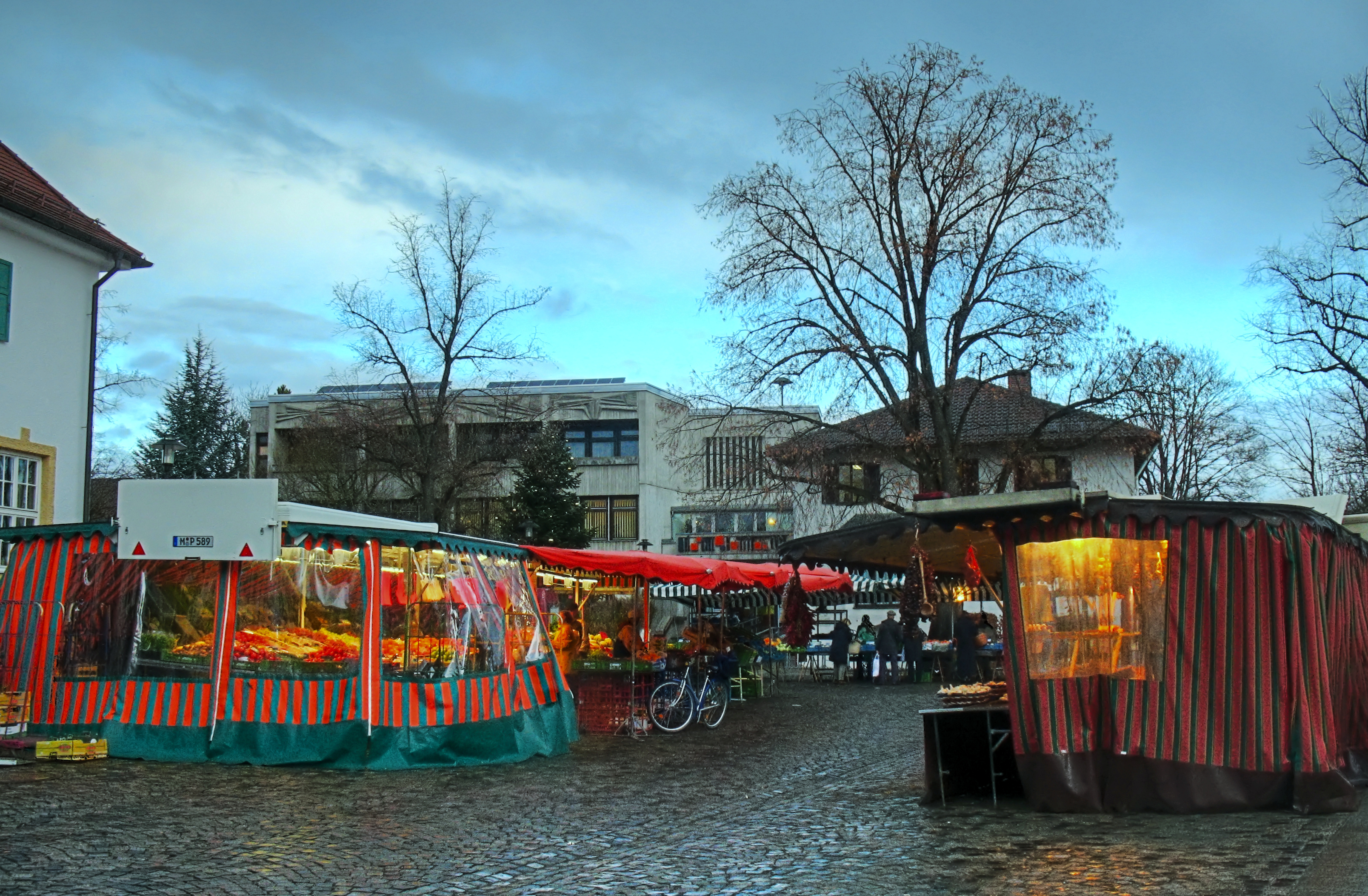
Heti piac minden pénteken a városháza előtt

A keleti határon, a München felé vezető főútvonal mellett létesült a gröbenzelli ipartelepülés.
A nagy diszkontáruház-láncok (Aldi, Lidl, DM, Tengelmann) mellett középvállalatok, szolgáltató üzemek működnek ezen az ipartelepen.

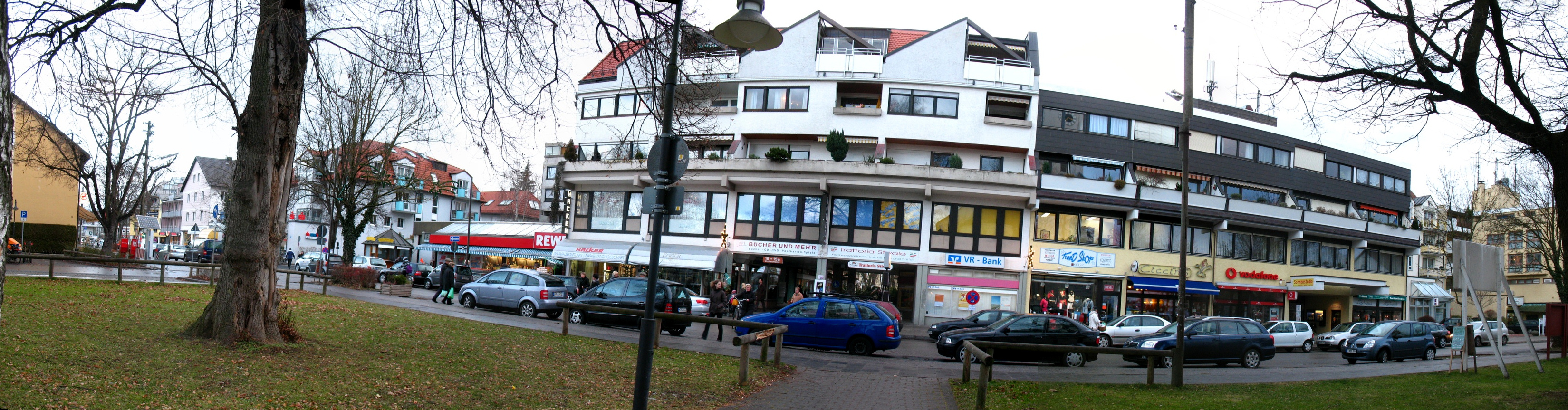
Kirchenstraße

A község központjában több bajor pékség, cukrászüzemek, gyógyszertárak, optikusok, könyvesboltok, utazási irodák, orvosi rendelők működnek. Minden pénteken a városháza előtti téren az őstermelők zöldséget, gyümölcsöt és egyéb élelmiszert árulnak.
Gröbenzellben tartják több mint 17 év óta Bajorország legnagyobb antikvár könyvpiacát 1200 m² területen 60 000 adományozott könyvvel. A bevételt helybeli és nemzetközi segélyprojektek finanszírozására fordítják.

## Látnivalók

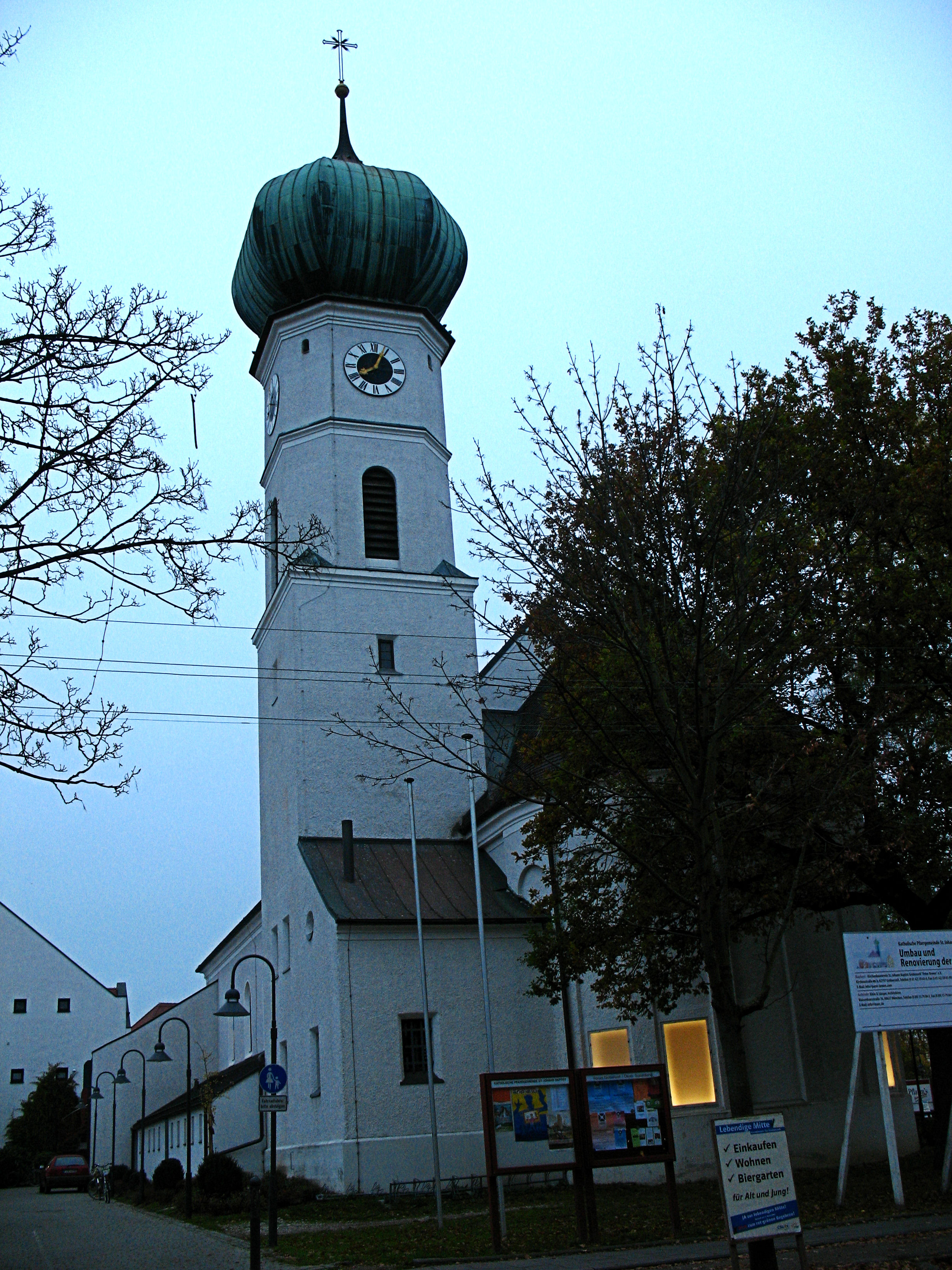
Keresztelő Szent János templom, Gröbenzell jelképe

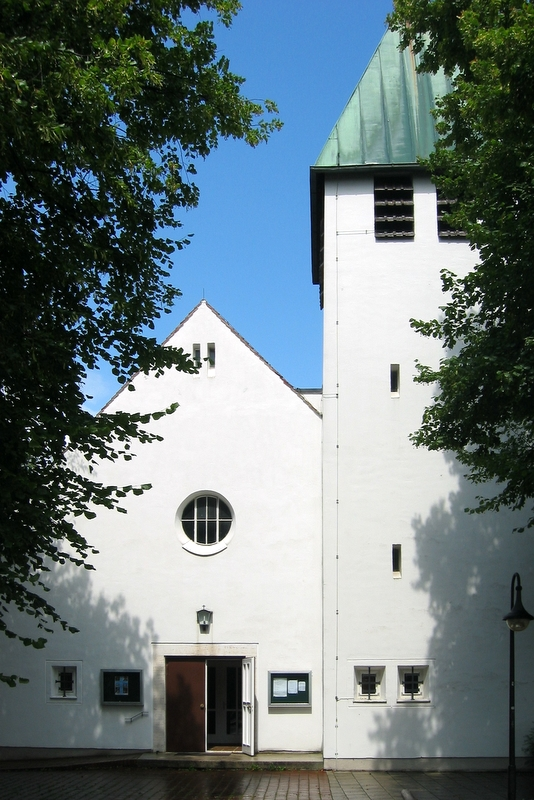
Zachäuskirche von Becker

- Gröbenzelli tőzegmúzeum[5] központi helyen, a városházzal szemben, a régi iskolaépület emeletén.
- Keresztelő Szent János katolikus templom, Gröbenzell jelképe (épült 1925-ben)
- Zachäus evangélikus templom, 1955-ben épült.
- Oroszok hídja, (Russenbrücke): Jugendstil-dekor az északi községhatáron. 1916-ban építették francia és orosz hadifoglyok (Zillerhofstraße, Eschenrieder Straße).
- Gerhart Hauptmann emlékmű

## Politika
A községi tanács 24 tagból áll, összetétele a 2008. március 2-ai választások után.
Zárójelben a változások 2002 óta. Szavazatok: 9064 érvényes és 203 érvénytelen. Választásra jogosultak: 15 406. Részvételi arány: 60,16%.
- CSU – 11 hely (=)
- SPD – 4 hely (-1)
- Grüne – 5 hely (+1)
- FWG – 2 hely (=)
- FDP – 1 hely (=)
- UWG – 1 hely (=)

1. Polgármester 2004 decembere óta Dieter Rubenbauer (CSU).

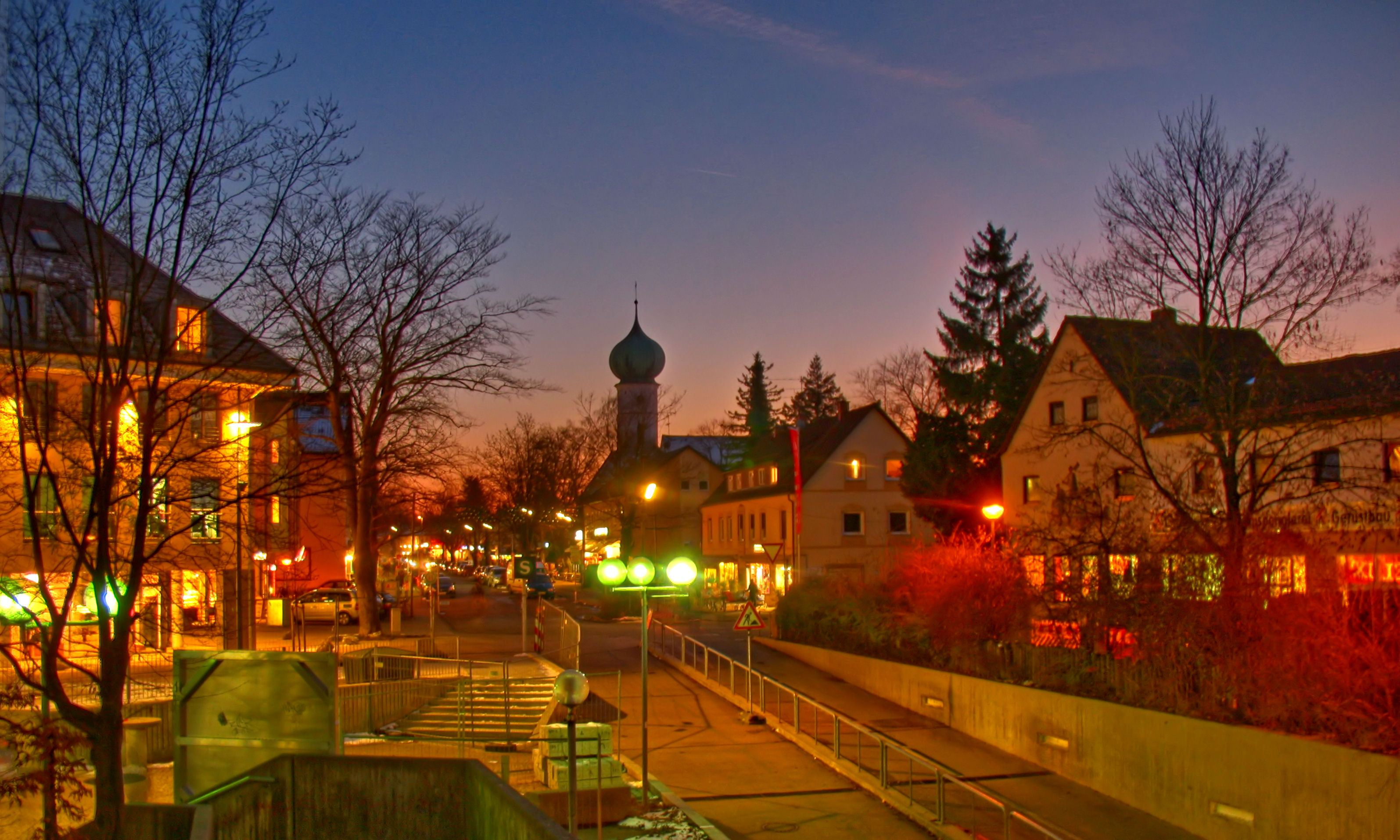
Gröbenzell központja a gyorsvasút állomásról nézve

## Közlekedés
Gröbenzell autópálya kapcsolata: Dachau/Fürstenfeldbruck vagy Lochhausen/Langwied (A8-as autópálya), (A99-es autópálya).
Müncheni S-Bahn: S3 (Mammendorf – Holzkirchen) (Münchner Verkehrs- und Tarifverbund). München belvárosa 20 perc alatt elérhető, munkanapokon (munkaidő kezdetén és végén) 10 perces ütemben, máskor 20 percenként közlekedik.

## Iskolák

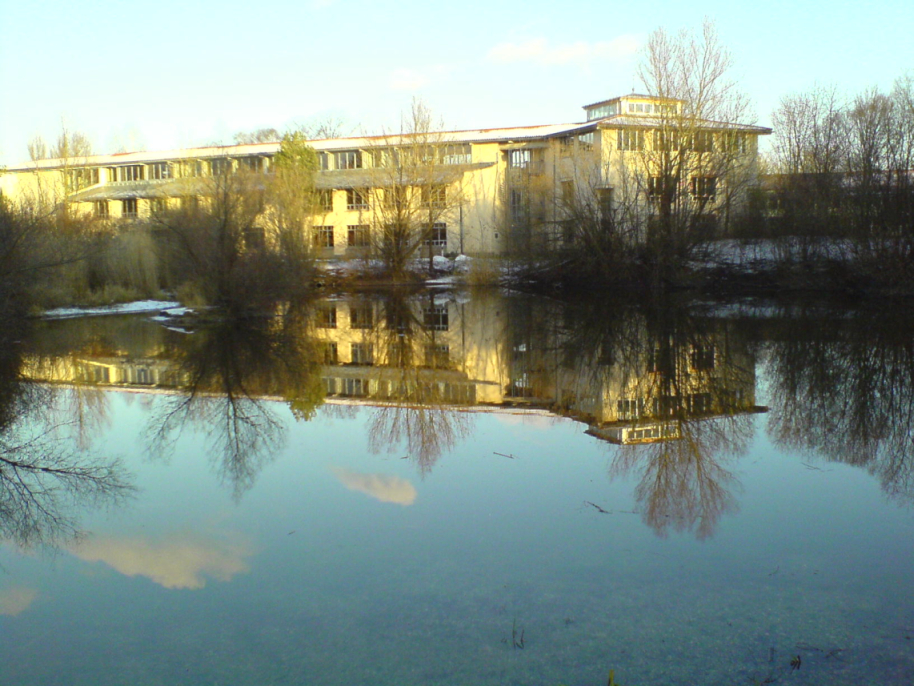
Gimnázium

### Állami iskolák
- Ährenfeldschule, általános iskola
- Általános iskola, Bernhard-Rößner-Straße[6]
- Gröbenzelli gimnázium[7]
- Gröbenbachschule Gröbenzell, általános iskola (280 tanuló)

### Magániskolák
- Rudolf-Steiner-Schule Gröbenzell, (Waldorfschule, Waldorf-pedagógia)

### Egyéb iskolák
- Gröbenzelli zeneiskola
- VHS Gröbenzell

## Sport
- 1. SC Gröbenzell e.V.[8]
- FC Grün-Weiß Gröbenzell e.V. tenisz
- HCD Gröbenzell (női kézilabda)
- Fechtclub Gröbenzell e.V. – vívóklub
- SSV Almrausch Gröbenzell e.V. (Schützenverein, céllövés)
- TC Edelweiß e.V. tenisz

## Ismert személyek

### Tudomány és gazdaság
- Prof. Dr. Burkhard Göschel, volt fejlesztési igazgató BMW Group AG, gépész professzor, Formel-1 gyártók elnöke(GPMA)
- Prof. Rudolf Bayer, Ph.D., informatikus, adatbankok szakértője, a B-Baum feltalálója, Prof. Emeritus, TU-München[9]

### Művészet és kultúra
- Hermann Edler von Koch auf Rohrbach †, községi területek adományozója
- Gregor König, pap (Keresztelő Szent János templom)
- Werner Tiki Küstenmacher, evangélikus pap, író és karikaturista
- Josef Fottner †, festő
- Volker Prechtel †, színész, (Hollywood) (Der Name der Rose) und
- Martin Gregor-Dellin †, író
- Barbara Schöneberger, TV moderátor
- Schandmaul, Folkrockband
- Günter Mack †, színész
- Otto Zierer †, író
- Wolf Euba, író,
- Monika Baumgartner, színész
- Hubert Elsässer, szobrász

### Politika
- Dieter Rubenbauer, polgármester
- Reinhold Bocklet, Jogász, a bajor parlament képviselője, volt német miniszter
- Martin Runge, a bajor parlament képviselője, publicista

## Testvérvárosai
- Pilisvörösvár, Magyarország
- Garches, Franciaország